# Oqaatsut
Oqaatsut és un assentament de Groenlàndia que forma part del municipi d'Avannaata. El 2023 tenia 44 habitants.